# Championnat de France féminin de handball de Nationale 2 2016-2017
Navigation
Nationale 2 2015-2016 Nationale 2 2017-2018
La saison 2016-2017 du Championnat de France féminin de handball de Nationale 2 se compose de quatre poules de douze clubs et comprend quelques équipes réserves de clubs de LFH ou D2F.
Le premier de chaque groupe est promu en Nationale 1 tout comme les deux vainqueurs des barrages entre deuxièmes. À l'inverse, les trois derniers de chaque groupe sont relégués en Nationale 3.

## Saison régulière

### Poule 1 - Sud-Ouest
| \| St-Sébastien Quint-Fonsegrives Carquefou Montluçon Mios Limoges Anglet Chambray-lès-Tours Lège-Cap-Ferret Blanquefort Moncoutant Cognac \| Localisation des clubs de la poule 1 |
| St-Sébastien Quint-Fonsegrives Carquefou Montluçon Mios Limoges Anglet Chambray-lès-Tours Lège-Cap-Ferret Blanquefort Moncoutant Cognac                                            |

| Nom                                 | Département          | 2015-2016          |
| ----------------------------------- | -------------------- | ------------------ |
| Alliance Erdre et Loire (Carquefou) | Loire-Atlantique     | 11e Nat. 1 poule 1 |
| Blanzat Sport Montluçon             | Allier               | 4e poule 1         |
| SA moncoutantais HB                 | Deux-Sèvres          | 5e poule 1         |
| Chambray Touraine rés.              | Indre-et-Loire       | 6e poule 1         |
| US Mios-Biganos HB                  | Gironde              | 7e poule 1         |
| ASPTT Limoges                       | Haute-Vienne         | 8e poule 1         |
| Anglet-Biarritz olympique HB        | Pyrénées-Atlantiques | 9e poule 1         |
| HBC Quint-Fonsegrives               | Haute-Garonne        | 1er Nat. 3 poule 1 |
| ALJO Cognac HB                      | Charente             | 1er Nat. 3 poule 2 |
| Saint-Sébastien-sur-Loire HB        | Loire-Atlantique     | 1er Nat. 3 poule 3 |
| Lège-Cap-Ferret HB                  | Gironde              | 2e Nat. 3 poule 1  |
| ES blanquefortaise HB               | Gironde              | 2e Nat. 3 poule 2  |

|    | Équipe                           | Pts | J  | G  | N | P  | Bp  | Bc  | Diff |
| -- | -------------------------------- | --- | -- | -- | - | -- | --- | --- | ---- |
| 1  | US Mios-Biganos HB               | 57  | 22 | 16 | 3 | 3  | 723 | 589 | 134  |
| 2  | Anglet-Biarritz olympique HB     | 55  | 22 | 15 | 3 | 4  | 640 | 560 | 80   |
| 3  | Saint-Sébastien-sur-Loire HB (P) | 53  | 22 | 14 | 3 | 5  | 602 | 531 | 71   |
| 4  | SA moncoutantais HB              | 49  | 22 | 12 | 3 | 7  | 577 | 579 | -2   |
| 5  | Blanzat Sport Montluçon          | 48  | 22 | 11 | 4 | 7  | 611 | 566 | 45   |
| 6  | Chambray Touraine rés.           | 47  | 22 | 12 | 1 | 9  | 603 | 586 | 17   |
| 7  | ASPTT Limoges                    | 42  | 22 | 9  | 2 | 11 | 600 | 629 | -29  |
| 8  | HBC Quint-Fonsegrives (P)        | 42  | 22 | 10 | 0 | 12 | 656 | 706 | -50  |
| 9  | Lège-Cap-Ferret HB (P)           | 41  | 22 | 9  | 1 | 12 | 613 | 623 | -10  |
| 10 | Alliance Erdre et Loire (R)      | 39  | 22 | 8  | 1 | 13 | 539 | 555 | -16  |
| 11 | ES blanquefortaise HB (P)        | 28  | 22 | 2  | 2 | 18 | 529 | 653 | -124 |
| 12 | ALJO Cognac HB (P)               | 27  | 22 | 2  | 1 | 19 | 553 | 669 | -116 |

Légende
|     | Accession en Nationale 1                              |
|     | Qualification pour les barrages d'accession en Nat. 1 |
|     | Repêché                                               |
|     | Relégué en Nationale 3                                |
| (R) | Relégué de Nationale 1 en 2016                        |
| (P) | Promu de Nationale 3 en 2016                          |

### Poule 2 - Nord-Ouest
| \| Paris Dreux Lisieux Montigny Aubervilliers Beauvais Villemomble Brest Harnes St-Amand Laon Noisy \| Localisation des clubs de la poule 2 |
| Paris Dreux Lisieux Montigny Aubervilliers Beauvais Villemomble Brest Harnes St-Amand Laon Noisy                                            |

| Nom                               | Département       | 2015-2016      |
| --------------------------------- | ----------------- | -------------- |
| AS Montigny-le-Bretonneux HB      | Yvelines          | 12e N1 Poule 1 |
| Brest Bretagne HB rés.            | Finistère         | 3e             |
| Villemomble Handball              | Seine-Saint-Denis | 4e             |
| CA Lisieux HB                     | Calvados          | 5e             |
| Beauvais OUC                      | Oise              | 6e             |
| Dreux Athletic Club Handball      | Eure-et-Loir      | 7e             |
| Paris SG HB                       | Paris             | 8e             |
| CM Aubervilliers                  | Seine-Saint-Denis | 9e             |
| Harnes HBC                        | Pas-de-Calais     | 10e            |
| HBC Laonnois                      | Aisne             | 1er N3 P4      |
| HBCSA Porte du Hainaut rés.       | Nord              | 2e N3 P4       |
| Entente Noisy-le-Grand–Gagny rés. | Seine-Saint-Denis | 2e N3 P5       |

|    | Équipe                                | Pts | J  | G  | N | P  | Bp  | Bc  | Diff |
| -- | ------------------------------------- | --- | -- | -- | - | -- | --- | --- | ---- |
| 1  | Brest Bretagne HB rés.                | 58  | 22 | 18 | 0 | 4  | 651 | 547 | 104  |
| 2  | Dreux Athletic Club Handball          | 53  | 22 | 15 | 1 | 6  | 621 | 605 | 16   |
| 3  | Paris SG HB                           | 51  | 22 | 14 | 1 | 7  | 594 | 526 | 68   |
| 4  | Harnes HBC                            | 48  | 22 | 13 | 0 | 9  | 659 | 589 | 70   |
| 5  | AS Montigny-le-Bretonneux HB (R)      | 47  | 22 | 12 | 1 | 9  | 578 | 559 | 19   |
| 6  | Villemomble Handball                  | 47  | 22 | 11 | 3 | 8  | 682 | 645 | 37   |
| 7  | HBCSA Porte du Hainaut rés. (P)       | 45  | 22 | 11 | 1 | 10 | 596 | 583 | 13   |
| 8  | Entente Noisy-le-Grand–Gagny rés. (P) | 43  | 22 | 10 | 1 | 11 | 578 | 583 | -5   |
| 9  | Beauvais OUC                          | 40  | 22 | 9  | 0 | 13 | 555 | 574 | -19  |
| 10 | CM Aubervilliers                      | 34  | 22 | 6  | 0 | 16 | 551 | 613 | -62  |
| 11 | CA Lisieux HB                         | 32  | 22 | 5  | 0 | 17 | 543 | 683 | -140 |
| 12 | HBC Laonnois (P)                      | 30  | 22 | 4  | 0 | 18 | 496 | 597 | -101 |

Légende
|     | Accession en Nationale 1                              |
|     | Qualification pour les barrages d'accession en Nat. 1 |
|     | Repêché                                               |
|     | Relégué en Nationale 3                                |
| (R) | Relégué de Nationale 1 en 2016                        |
| (P) | Promu de Nationale 3 en 2016                          |

### Poule 3 - Nord-Est
| \| Troyes Altkirch Épinal Kingersheim Colmar Reims Chevigny Reichstett Strasbourg St-Maur Vesoul Montigny \| Localisation des clubs de la poule 3 |
| Troyes Altkirch Épinal Kingersheim Colmar Reims Chevigny Reichstett Strasbourg St-Maur Vesoul Montigny                                            |

| Nom                                       | Département  | 2015-2016      |
| ----------------------------------------- | ------------ | -------------- |
| US Altkirch                               | Haut-Rhin    | 9e             |
| Association Ste Maure-Troyes              | Aube         | 11e N1-Poule 2 |
| Épinal HB                                 | Vosges       | 3e             |
| HBC Kingersheim                           | Haut-Rhin    | 5e             |
| Colmar Centre Alsace                      | Haut-Rhin    | 3e N3 P6       |
| Reims Champagne HB                        | Marne        | 6e             |
| Chevigny-Saint-Sauveur HB                 | Côte d'Or    | 7e             |
| Reichstett                                | Bas-Rhin     | 8e             |
| Eurométropole Strasbourg Schiltigheim AHB | Bas-Rhin     | 2e N3 P6       |
| Stella Sports Saint-Maur rés.             | Val-de-Marne | 1er N3 P5      |
| CS Vesoul Haute-Saône                     | Haute-Saône  | 12e N1-Poule 2 |
| Montigny-lès-Metz                         | Moselle      | 4e             |

|    | Équipe                             | Pts | J  | G  | N | P  | Bp  | Bc  | Diff |
| -- | ---------------------------------- | --- | -- | -- | - | -- | --- | --- | ---- |
| 1  | Épinal HB                          | 64  | 22 | 21 | 0 | 1  | 720 | 517 | 203  |
| 2  | US Altkirch                        | 59  | 22 | 18 | 1 | 3  | 733 | 622 | 111  |
| 3  | Entente Montigny HB                | 55  | 22 | 16 | 1 | 5  | 688 | 642 | 46   |
| 4  | HBC Kingersheim                    | 51  | 22 | 15 | 1 | 6  | 604 | 541 | 63   |
| 5  | Stella Sports Saint-Maur rés. (P)  | 43  | 22 | 10 | 1 | 11 | 677 | 693 | -16  |
| 6  | Association Ste Maure-Troyes (R)   | 40  | 22 | 9  | 2 | 11 | 582 | 593 | -11  |
| 7  | Reims Champagne HB                 | 38  | 22 | 8  | 0 | 14 | 571 | 613 | -42  |
| 8  | Colmar Centre Alsace (P)           | 37  | 22 | 7  | 1 | 14 | 597 | 627 | -30  |
| 9  | Strasbourg Schiltigheim ESSAHB (P) | 36  | 22 | 6  | 2 | 14 | 558 | 647 | -89  |
| 10 | Chevigny-Saint-Sauveur HB          | 36  | 22 | 7  | 0 | 15 | 576 | 640 | -64  |
| 11 | Reichstett                         | 36  | 22 | 6  | 2 | 14 | 556 | 606 | -50  |
| 12 | CS Vesoul Haute-Saône (R)          | 29  | 22 | 3  | 1 | 18 | 559 | 680 | -121 |

Légende
|     | Accession en Nationale 1                              |
|     | Qualification pour les barrages d'accession en Nat. 1 |
|     | Relégué en Nationale 3                                |
| (R) | Relégué de Nationale 1 en 2016                        |
| (P) | Promu de Nationale 3 en 2016                          |

### Poule 4 - Sud-Est
| \| Narbonne La Motte-S. Clermont-Ferrand Frontignan St-Genis Bron Cannes Le Teil Montpellier Port-de-Bouc Échalas Vaulx-en-Velin \| Localisation des clubs de la poule 4 |
| Narbonne La Motte-S. Clermont-Ferrand Frontignan St-Genis Bron Cannes Le Teil Montpellier Port-de-Bouc Échalas Vaulx-en-Velin                                            |

| Nom                      | Département      | 2015-2016      |
| ------------------------ | ---------------- | -------------- |
| SHBC La Motte-Servolex   | Savoie           | 4e             |
| Narbonne                 | Aude             | 12e N1-Poule 3 |
| Clermont-Ferrand         | Puy-de-Dôme      | 3e Poule 1     |
| Frontignan-Thau          | Hérault          | 7e             |
| AL Saint-Genis Laval HB  | Rhône            | 8e             |
| Bron                     | Rhône            | 6e             |
| AS Cannes Mandelieu      | Alpes-Maritimes  | 5e             |
| HB 07 Le Teil            | Ardèche          | 9e             |
| HBF JM Montpellier       | Hérault          | 10e ?          |
| Port-de-Bouc             | Bouches-du-Rhône | 1er N3 P8      |
| Échalas                  | Isére            | 1er N3 P7      |
| ASUL Vaulx-en-Velin rés. | Rhône            | 2e N3 P7       |

|    | Équipe                       | Pts | J  | G  | N | P  | Bp  | Bc  | Diff |
| -- | ---------------------------- | --- | -- | -- | - | -- | --- | --- | ---- |
| 1  | SHBC La Motte-Servolex       | 63  | 22 | 20 | 1 | 1  | 654 | 473 | 181  |
| 2  | AS Cannes Mandelieu          | 62  | 22 | 20 | 0 | 2  | 722 | 533 | 189  |
| 3  | Narbonne (R)                 | 51  | 22 | 14 | 1 | 7  | 577 | 501 | 76   |
| 4  | Frontignan-Thau              | 50  | 22 | 12 | 4 | 6  | 577 | 541 | 36   |
| 5  | Clermont-Ferrand             | 49  | 22 | 13 | 1 | 8  | 618 | 568 | 50   |
| 6  | Bron Handball                | 42  | 22 | 9  | 2 | 11 | 564 | 560 | 4    |
| 7  | HBF JM Montpellier           | 38  | 22 | 8  | 0 | 14 | 510 | 597 | -87  |
| 8  | ASUL Vaulx-en-Velin rés. (P) | 37  | 22 | 7  | 1 | 14 | 589 | 625 | -36  |
| 9  | HB 07 Le Teil                | 36  | 22 | 7  | 0 | 15 | 533 | 642 | -109 |
| 10 | Port-de-Bouc (P)             | 36  | 22 | 7  | 0 | 15 | 504 | 599 | -95  |
| 11 | Échalas (P)                  | 32  | 22 | 5  | 0 | 17 | 556 | 638 | -82  |
| 12 | AL Saint-Genis Laval HB      | 32  | 22 | 5  | 0 | 17 | 490 | 617 | -127 |

Légende
|     | Accession en Nationale 1                              |
|     | Qualification pour les barrages d'accession en Nat. 1 |
|     | Relégué en Nationale 3                                |
| (R) | Relégué de Nationale 1 en 2016                        |
| (P) | Promu de Nationale 3 en 2016                          |

## Finalités

### Barrages d'accession à la Nationale 1
Ils opposent les clubs ayant terminé deuxième de leur poule
| 17 juin 2017 18h00 | US Altkirch | 30 - 23 | Dreux Athletic Club Handball | Salle Marcel Schmitt, Sedan |

| 17 juin 2017 20h30 | AS Cannes Mandelieu | 39 - 30 | Anglet-Biarritz olympique HB | Salle Marcel Schmitt, Sedan |

L'US Altkirch et l'AS Cannes Mandelieu sont ainsi promus en Nationale 1. Finalement, à la suite du forfait de Montargis, le Dreux Athletic Club Handball est repêché en Nationale 1. L'Anglet-Biarritz olympique HB reste en revanche en Nationale 2.

### Titre de champion de France N2F
Le titre de champion de France N2F se joue entre Épinal, meilleur premier de groupe de la compétition métropolitaine, et les Réunionnaises du Tampon, vice-championnes ultramarines.
| 10 juin 2017 | Tamponnaise HBF | 18 - 17 | Épinal HB | Halle Georges-Carpentier, Paris |